# Port lotniczy Palma
Port lotniczy Palma (port. Aeroporto Palma, IATA: LMZ) – port lotniczy zlokalizowany w Palma, w Mozambiku.